# Каскады (урочище)
Каска́ды — урочище в Новоукраинском районе Кировоградской области, геологический памятник природы местного значения. Площадь — 2,5 га.

## Расположение
Урочище расположено в долине речки Буки (правая притока Плетеного Ташлыка), на юго-запад от села Злынка, за 10 км от железнодорожной станции Капустино.

## Описание
Каскады являются одним из немногих мест распространения природных водопадов на Приднепровской возвышенности и равнинной части Украины в целом. Урочище — это пример типичных равнинных лесостепных восточноевропейских ландшафтов речных долин лесостепной полосы, сохранённых в своём природном месторасположении.

### Геология
В Каскадах расположено место выхода на поверхность массивной глыбы нижнепротерозойских гранитов и мигматитов — элементов Украинского щита, самой древней тектонической структуры Украины. Время их образования датируется приблизительно 2 миллиардами лет назад. Предполагают, что в I тыс. до н. э. глыбы могли исполнять функцию скифского святилища, так как на стенах на сегодня затопленных пещер раньше можно было рассмотреть отдельные знаки.

### Флора
В растительном и ценотичном отношении урочище очень разнообразно. Тут сохранились растительные группировки петрофитных, кустарникових и луговых степей. Девять видов растений урочища занесено в Европейского Красного списка и Красной книги Украины; 3 вида раритетных растений имеют статус межгосударственного и 6 — государственного уровня охраны, тут присутствуют многочисленные региональные редкие виды и формации.

### Фауна
В урочище живёт много видов редких животных, которые исчезают. 58 представителей фауны урочища охраняются Бернской конвенцией, 14 занесены в Красную книгу Украины.